# Kippenheim
Kippenheim es un municipio en el distrito de Ortenau en Baden-Wurtemberg, Alemania, de unos 5.000 habitantes que está ubicado a una altitud de 170 m s. n. m. en la llanura del Rin al margen de los piedemontes de la Selva Negra 7 km al sur de Lahr y 40 km al norte de Friburgo. Schmieheim es un barrio de Kippenheim desde hace 1972.

## Puntos de interés
- La sinagoga de Kippenheim
- El cementerio judío de Schmieheim
- El palacio de Schmieheim construido entre 1607 y 1610 en el estilo renacentista[4]
- El parque del palacio de Schmieheim[4]